# マーヴェレッツ
マーヴェレッツ（The Marvelettes）は、アメリカ合衆国の女性コーラス・グループ。1961年発表のデビュー曲「プリーズ・ミスター・ポストマン」の大ヒットで知られる。

## 来歴
ミシガン州インクスターの高校に通う、アフリカ系アメリカ人の女子学生により結成された。当初はCasinyetsというグループ名だったが、その後ザ・マーヴェルズ(The Marvels)と改名。デビュー前のメンバーはグラディス・ホートン、ジョージア・ドビンズ、キャサリン・アンダーソン、ジョージアナ・ティルマン、ジュアニータ・カウアトの5人。
マーヴェルズは、地元のタレント・ショウに出演。上位3組がモータウンのオーディションを受ける権利を得られるという条件で、マーヴェルズは4位だったが、彼女たちの学校の教師がモータウンを説き伏せ、彼女たちもオーディションを受けることができた。そして、モータウンからオリジナル曲が必要だとアドバイスされ、ジョージア・ドビンズが「プリーズ・ミスター・ポストマン」の原案を思いつく。ジョージアの友人であるウィリアム・ギャレットや、モータウン専属のソングライターも協力し、曲は完成するが、ジョージアはグループを脱退し、後任としてワンダ・ヤングが加入。名前もマーヴェレッツに改めることとなった。
1961年8月にデビュー・シングル「プリーズ・ミスター・ポストマン」がリリースされると、徐々にヒットしていき、最終的にはR&Bチャートとポップ・チャートの両方で1位を獲得。モータウンからリリースされたシングルとしては、初の全米1位獲得を果たした。この曲は、後にビートルズやカーペンターズなど、多くのアーティストにカヴァーされる。同年には、同名のファースト・アルバムも発表された。リード・ボーカルは、グラディスとワンダが半々の割合で担当。
1962年、ワンダ・ヤングが一時的に脱退したため、セカンド・アルバム『The Marvelettes Sing』では4人編成となった。この頃、ディー・ディー・シャープ（Dee Dee Sharp）が「プリーズ・ミスター・ポストマン」に酷似した楽曲「マッシュポテト・タイム(Mashed Potato Time)」を大ヒットさせていたが、『The Marvelettes Sing』では「マッシュポテト・タイム」のカヴァーを収録するという意趣返しがなされている。ワンダは間もなく復帰し、シングル「プレイボーイ」がR&Bチャート4位、ポップ・チャート7位という大ヒットとなるが、1963年にはジュアニータ・カウアトが脱退して再び4人となる。また、ワンダはこの頃、ミラクルズのボビー・ロジャースと結婚し、以後ワンダ・ロジャースと名乗る（後に離婚）。
1966年には、スモーキー・ロビンソンが書き下ろした「Don't Mess with Bill」が久しぶりの大ヒットとなるが、1967年にはジョージアナ・ティルマンが脱退。グループはグラディス、ワンダ、キャサリンの3人となった。この頃、ヴァン・マッコイ作の「When You're Young and in Love」がイギリスでもヒットし、全英13位に達した。しかし、リード・ボーカリストの1人だったグラディス・ホートンも出産のため脱退。アン・ボーガンが後任として加入した。テンプテーションズのメルヴィン・フランクリンがゲスト参加した「My Baby Must Be a Magician」はR&Bチャートのトップ10に達したが、マーヴェレッツは勢いを失いつつあり、1969年のアルバム『In Full Bloom』はチャート・インを果たせなかった。
1970年のアルバム『Return of the Marvelettes』は、当初ワンダ・ロジャースのソロ・アルバムとして計画されていたが、最終的にはグループの作品となる。そして、モータウンはデトロイトからロサンゼルスに移転することになるが、マーヴェレッツはロサンゼルス行きを望まず、1970年に解散。
2004年、ボーカル・グループの殿堂（The Vocal Group Hall of Fame）入りを果たした。

## ディスコグラフィ

### アルバム
- Please Mr. Postman（1961年）
- The Marvelettes Sing（1962年）
- Playboy（1962年）
- The Marvelous Marvelettes（1963年）
- The Marvelettes Recorded Live On Stage（1963年）
- The Marvelettes Greatest Hits（1966年）
- The Marvelettes（1967年）
- Sophisticated Soul（1968年）
- In Full Bloom（1969年）
- The Return of the Marvelettes（1970年）
- The Marvelettes Anthology（1975年）
- Best of The Marvelettes（1975年）

### シングル
| 年   | タイトル・カタログ番号                                                      | Billboard Pop Singles | Billboard R&B Singles | UK Singles Chart |
| 1961 | "Please Mr. Postman" (Tamla 54046)                                          | 1                     | 1                     | -                |
| 1961 | "Twistin' Postman" (54054)                                                  | 34                    | 13                    | -                |
| 1962 | "Playboy" (54060)                                                           | 7                     | 4                     | -                |
| 1962 | "Beechwood 4-5789" (54065)                                                  | 17                    | 7                     | -                |
| 1962 | "Someday, Someway" (54065)                                                  | -                     | 8                     | -                |
| 1963 | "Strange I Know" (54072)                                                    | 49                    | 10                    | -                |
| 1963 | "Locking Up My Heart" (54077)                                               | 44                    | 25                    | -                |
| 1963 | "Forever" (54077)                                                           | 44                    | 24                    | -                |
| 1963 | "As Long As I Know He's Mine" (54088)                                       | 47                    | **                    | -                |
| 1963 | "My Daddy Knows Best" (54082)                                               | 67                    | **                    | -                |
| 1963 | "Too Hurt to Cry, Too Much in Love to Say Goodbye" (Gordy 7024)             | 117                   | **                    | -                |
| 1964 | "He's a Good Guy (Yes He Is)" (54091)                                       | 55                    | **                    | -                |
| 1964 | "You're My Remedy" (54097)                                                  | 48                    | **                    | -                |
| 1964 | "Too Many Fish in the Sea" (54105)                                          | 25                    | 15                    | -                |
| 1965 | "I'll Keep Holding On" (54115)                                              | 34                    | 11                    | -                |
| 1965 | "Danger! Heartbreak Dead Ahead" (54120)                                     | 61                    | 11                    | -                |
| 1966 | "Don't Mess with Bill" (54126)                                              | 7                     | 3                     | -                |
| 1966 | "You're the One" (54131)                                                    | 48                    | 20                    | -                |
| 1967 | "The Hunter Gets Captured by the Game" (54143)                              | 13                    | 2                     | -                |
| 1967 | "When You're Young and in Love" (54150)                                     | 23                    | 9                     | 13               |
| 1968 | "My Baby Must Be a Magician" (with Melvin Franklin) (54158)                 | 17                    | 8                     | -                |
| 1968 | "Here I Am Baby" (54166)                                                    | 44                    | 14                    | -                |
| 1968 | "Destination: Anywhere" (54171)                                             | 63                    | 28                    | -                |
| 1968 | "What's Easy For Two Is Hard For One" ("Destination: Anywhere" B面) (54171) | 114                   | -                     | -                |
| 1969 | "I'm Gonna Hold On As Long As I Can" (54177)                                | 76                    | -                     | -                |
| 1969 | "That's How Heartaches Are Made" (54186)                                    | 97                    | -                     | -                |
| 1970 | "Marionette"                                                                | -                     | -                     | -                |
| 1972 | "A Breath-Taking Guy"                                                       | -                     | -                     | -                |

（**1963年から1964年にかけて、Billboard R&B chartの集計が行われなかった時期がある）